# Alimentation humaine

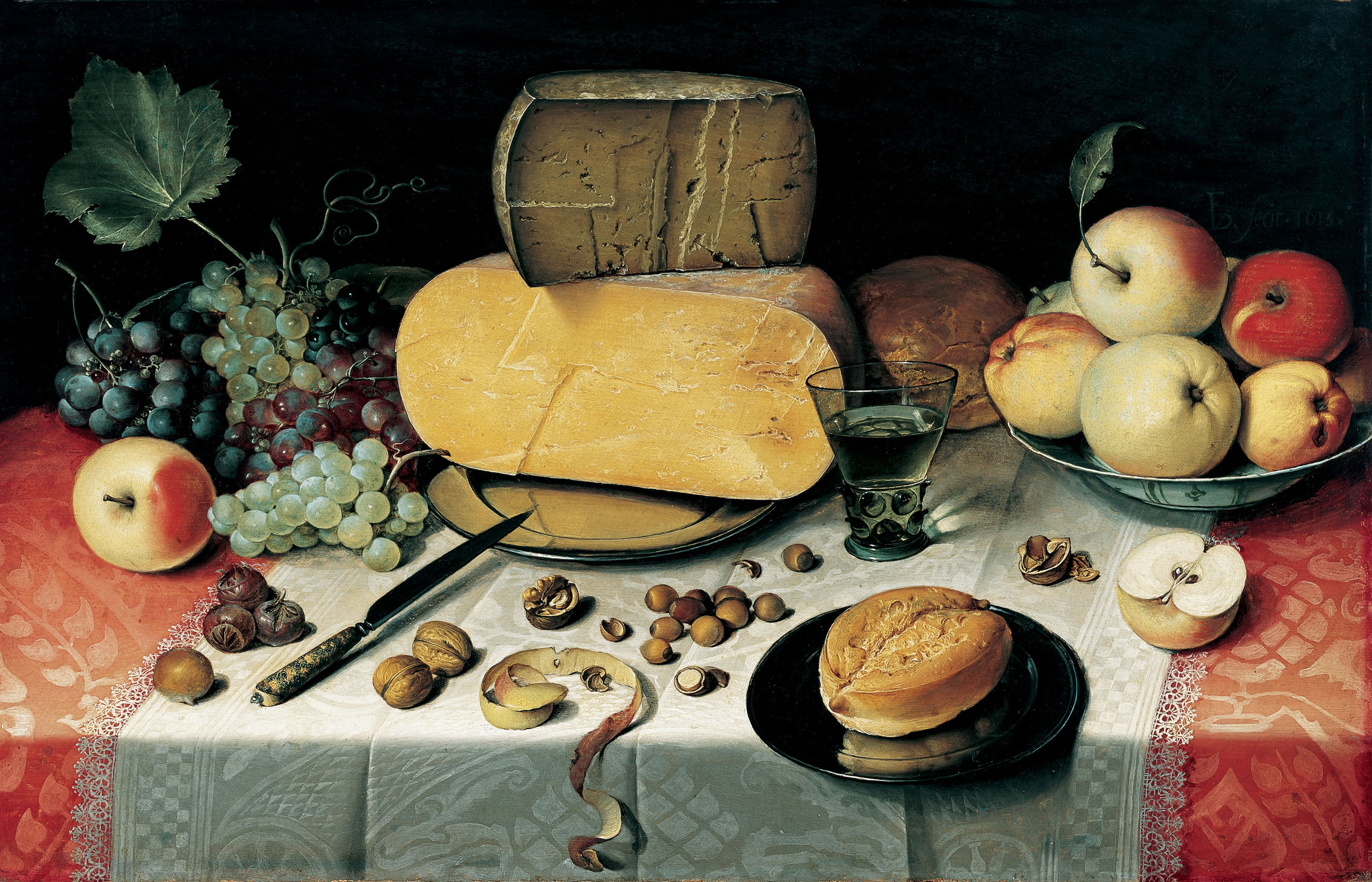
Nature morte de Floris Claesz van Dijck, présentant des aliments consommés dans le Nord de l'Europe, début du XVIIe siècle, 1613.

L'alimentation humaine est l'alimentation des êtres humains, par opposition à celle des plantes et de l'alimentation animale.
Besoin primaire de l'espèce, elle n'en est pas moins à l'origine d'importants investissements socioculturels qui prennent la forme de cuisines, gastronomies, repas rituels, de familles ou d'apparat, etc., autant de phénomènes ayant beaucoup évolué avec les époques, les cultures, les modes et les échanges, et notamment étudiés par l'anthropologie de l'alimentation.
En France l'alimentation se distingue, par exemple, par l'introduction de fromages, escargots, voire de grenouilles ; d'autres habitudes traditionnelles introduisent des insectes ou des algues, par exemple en Asie.
Pour des raisons de santé publique, sur le plan de la sécurité alimentaire et de l'hygiène, ou de la prévention, l'alimentation humaine est source d'un important corpus de guides de bonnes pratiques et de réglementations nationales ou supranationales (Codex Alimentarius).

## Sources alimentaires
La majorité de l'alimentation ordinaire de la plupart des populations provient directement ou indirectement des plantes domestiquées. 5 % des calories consommées sont fournies par des espèces sauvages. Les animaux d'élevage fournissant environ l'essentiel de la viande consommée (38 % pour la viande porcine, 30 % pour la viande de volaille et 25 % pour la viande bovine), le reste étant fourni par la chasse. 75 % des aliments de la planète proviennent d'à peine 12 espèces végétales cultivées et 5 animales.
Selon les estimations difficiles à effectuer, sur les près de 400 000 espèces de plantes recensées dans le monde, 5 538 servent comme nourriture humaine. Alors qu'il y a 80 000 espèces comestibles, 50 assurent à elles seules 90 % de l'alimentation humaine (les trois cultures de base, blé, maïs et riz, fournissent 60 % des apports nutritionnels (calories et protéines) alors que le sorgho, le millet, les pommes de terre, les patates douces, le soja et le sucre fournissent un autre 25 %).

## Besoins alimentaires

### Évolution des besoins
Les besoins alimentaires de l'être humain actuel résultent d'un processus évolutif de plusieurs millions d'années durant lesquels la pression de l'environnement a modelé son patrimoine génétique. Cependant, depuis l'apparition de l'agriculture, il y a 10 000 ans, à la « révolution néolithique » et depuis la Révolution industrielle, l'adaptation génétique a été incapable de suivre le rythme des changements culturels : l'humain du XXIe siècle est en effet précédé « par seulement deux ou trois générations ayant connu une alimentation sophistiquée, de plus en plus modelée par l'ingénierie agroalimentaire, par 10 générations pendant l'ère industrielle, par environ 500 générations qui n'ont vécu presque exclusivement que de l'agriculture, et par plus de 1 000 000 générations n'ayant connu que la chasse, la pêche et surtout la cueillette ». La sélection naturelle, opérant graduellement et très lentement sur de nombreuses générations, n'a pas eu le temps d'inscrire dans le patrimoine génétique (plus de 99 % de l'héritage génétique de l'humain actuel est antérieur au stade Homo sapiens) des aptitudes spécialisées — capacités métaboliques et nutritionnelles — répondant aux énormes changements de choix des produits alimentaires et des habitudes alimentaires complètement bouleversées depuis la fin du XXe siècle. Ce fait évolutif, associé à l'observation de maladies civilisationnelles inconnues des populations de chasseurs-cueilleurs (maladie coronarienne, hypertension artérielle, diabète de type 2, obésité et peut-être certains cancers), est à l'origine d'un courant de pensée, la médecine évolutionniste, qui considère, de manière excessive, que l'alimentation et l'activité physique actuelles devraient reproduire le modèle de l'alimentation pré-agricole et le mode de vie paléolithique.

### Apports nutritionnels conseillés

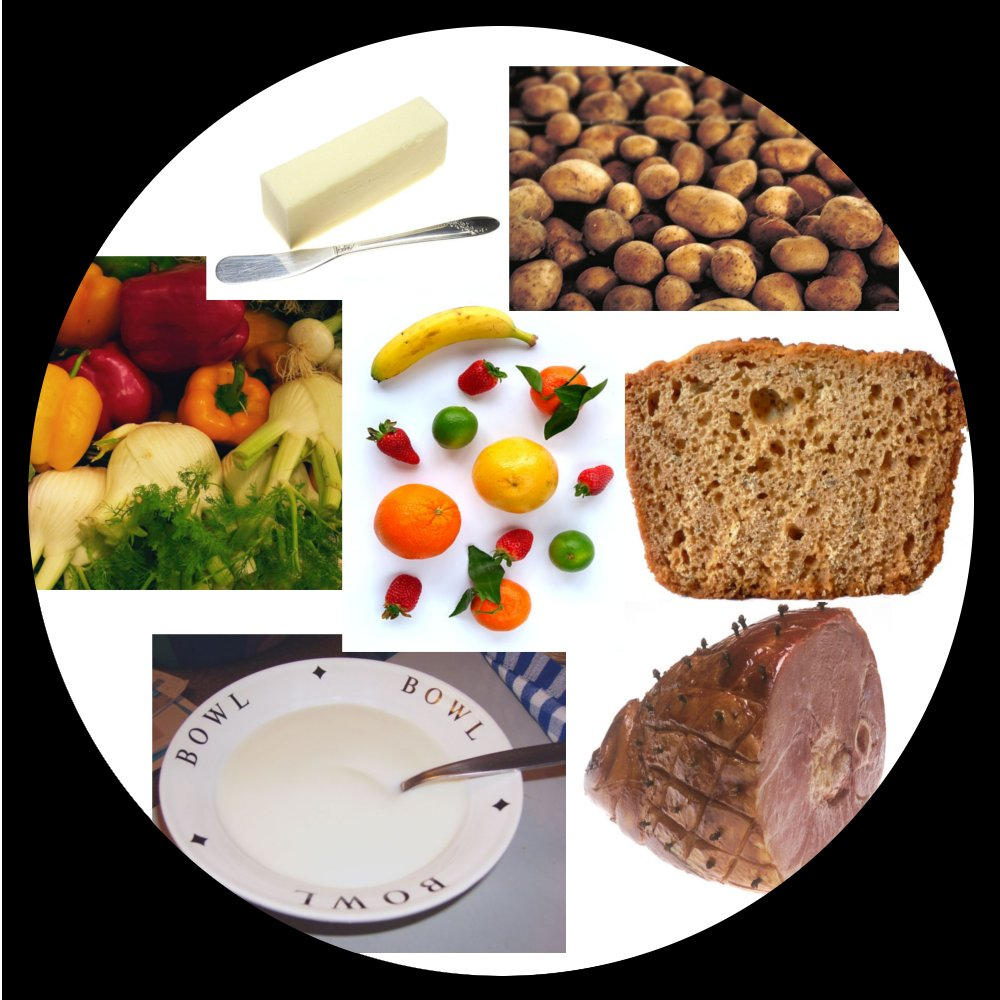
Portions journalières sur la roue des aliments selon la règle du « 421 GPL ».

Dans un régime alimentaire équilibré d'un adulte qui dépense 2 000 kcal/jour, les apports nutritionnels conseillés concernant l’énergie sont en moyenne, selon l'ANSES : apport de 1 g de protéines par kg de masse corporelle (dont 50 % d'origine animale et 50 % d'origine végétale), soit 12 à 16 % de l’Apport énergétique Total (AET), un apport de lipides de 35 à 40 % de l’AET (dont 1/3 d'origine animale et 2/3 d'origine végétale) et un apport de glucides de 50 à 55 % de l’AET (dont 55 % de glucides complexes et 45 % de sucres simples).
La ration alimentaire moyenne se répartit généralement de la façon suivante :
- Homme et femme,
  - Petit déjeuner : 25 %,
  - Déjeuner : 40 %,
  - Dîner : 35 % ;
- Enfant, adolescent, femme enceinte, femme allaitante, personne âgée,
  - Petit déjeuner : 25 %,
  - Déjeuner : 35 %,
  - Goûter : 10 %,
  - Dîner : 30 %.

Ces recommandations ne font pas consensus ; la ration alimentaire est à adapter à l'âge et la taille, à la saison et au climat ainsi qu'à l'activité physique ; et l'équilibre alimentaire peut s’établir sur la semaine plutôt que sur une journée.

## Alimentation et santé
Une alimentation saine consiste à manger des aliments sains (non pollués, non avariés) tout en veillant à l'équilibre alimentaire (c'est-à-dire à consommer ni trop ni trop peu de nutriments essentiels tels que les vitamines et les oligo-éléments, de protéines, de glucides, de lipides, de fruits, de légumes).
Certains régimes alimentaires traditionnels ont un impact favorable sur la santé. Les habitants de l'île japonaise d'Okinawa ont l'espérance de vie la plus longue au monde. Leur alimentation a de nombreux points communs avec celle du « régime crétois » : utilisation d'huile, peu de graisses animales, consommation de légumes et de poissons, régime frugal. Le microbiote joue aussi un rôle important et permet de mieux comprendre ces faits. Une alimentation saine inclut un minimum de diversité dans les aliments.
L'alimentation est l'un des facteurs influençant l'espérance de vie en bonne santé et la qualité de vie. Ainsi au Royaume-Uni, une équipe de chercheurs de l'université de Cambridge, en partenariat avec le Conseil de la recherche médicale, a mené une enquête sur 20 244 individus (dont 1 987 sont décédés en cours d'enquête) pendant quatorze ans (1993-2007), afin de déterminer l'impact du mode de vie sur l'espérance de vie. L'étude conclut que le « mode de vie idéal » - absence de tabac, consommation d'alcool égale ou inférieure à un demi verre par jour, consommation de cinq fruits et légumes par jour, exercice physique d'une demi-heure par jour - majore l'espérance de vie de quatorze ans par rapport au cumul des quatre facteurs de risque. Le cumul des quatre facteurs de risque (tabac, alcool, manque de fruits et légumes et d'exercice physique) multiplie le risque de décès par 4,4, trois facteurs, de 2,5, deux facteurs de près de 2 et 1 facteur de 1,4. Selon le professeur Kay-Tee Khaw, premier signataire de l'étude, « c'est la première fois que l'on analyse l'effet cumulé des facteurs de risque sur la mortalité ».

### Situation globale
Un index alimentaire élaboré par Oxfam brosse un portrait révélateur de la situation alimentaire à travers le monde. Cet index classe 125 pays selon les critères suivants :
- Accès à une nourriture suffisante,
- Accès à une nourriture abordable,
- Qualité de la nourriture,
- Prévalence d'obésité et de diabète dans la population.

Les Pays-Bas, la Suisse et la France sont en tête de ce classement. Les 20 premières positions sont occupées par les pays de l'Europe de l'Ouest et l'Australie. Au bas de la liste, se retrouvent surtout les pays d'Afrique.

### Évolutions récentes dans les sociétés développées
Le mode de vie actuel dans les sociétés développées menace de mettre à mal les principes d'une alimentation saine.
L'obésité augmente régulièrement dans le monde (y compris en France) depuis 30 ans. Elle concerne aujourd'hui en France 15 % des adultes et 18,2 % des enfants issus de groupes sociaux désavantagés, contre 14,2 % de ceux issus des groupes avantagés : une frange de plus en plus importante et jeune de la population. Des habitudes alimentaires néfastes pour la santé se développent :
- consommation de sodas, crèmes glacées, desserts sucrés et produits contenant des sucres simples[23] ;
- régimes amaigrissants déséquilibrés sur le plan nutritionnel, et généralement contre-productifs[24] car suivis plus tard de périodes d'alimentation encore plus riches ;
- grignotage d'aliments gras et sucrés (concernerait 60 % des adolescents), qui coupent la faim pour les aliments utiles ;
- plats préparés comprenant trop de sel[25] (ce qui augmente très fortement l'hypertension artérielle[26] et incite à manger toujours plus salé[27]), et peu d'aliments frais (donc moins de vitamines notamment).
- consommation d'aliments industriels contenant un grand nombre d'additifs souvent d'origine industrielle. « La plupart des aliments transformés sont tellement transformés et contiennent tant d’additifs qu’il est quasiment impossible de savoir ce que l’on mange et, surtout, quelles seront les conséquences d’un tel type d’alimentation à moyen et long terme », estiment en substance vers 2007 Catherine Ruchon-Vialard et Bernard Duran, auteurs d'une enquête de trois ans sur l'alimentation[28].

Une enquête réalisée par des médecins de l'Association santé environnement France (ASEF) a révélé que les enfants avaient de mauvaises habitudes alimentaires et des connaissances culinaires limitées. Selon elle, à table près d’un enfant sur quatre boit du sirop, du jus de fruits ou du soda et 10 % rajoutent des sauces systématiquement (mayonnaise ou ketchup). 87 % des enfants ne savent pas ce qu’est une betterave et un écolier sur trois ne reconnaît pas un poireau, une courgette, une figue ou un artichaut. Un quart des enfants ne savent pas que les frites sont des pommes de terre et 40 % ne connaissent pas la composition des chips, du jambon ou des nuggets.
L'Organisation mondiale de la santé (OMS) a lancé une vaste campagne de promotion d'une alimentation plus saine. En France, le Programme National Nutrition Santé (PNNS, Ministère de la santé) encourage en particulier une consommation de fruits et légumes plus importante (slogan : cinq fruits et légumes par jour).
Cependant, au XXIe siècle, une part de la population des pays développés connaît des problèmes de malnutrition qui sont liés à la difficulté de cette population à disposer de revenus suffisants pour bien se nourrir, ce que l'on nomme sécurité alimentaire.

### Situation dans les pays en voie de développement et dans les PMA
- Amélioration quantitative jusqu'en 1995, puis recul :

Depuis la Seconde Guerre mondiale, l'humanité a connu une période globale d'amélioration de la sécurité alimentaire (« seuls » 13 % des terriens étaient sous-alimentés contre 37 % au début des années 1970, puis un déclin de 1995 à 2019, notamment en raison de traités commerciaux (voir plus bas).
La faim sévit encore dans les pays en voie de développement et dans certaines régions aux modes de vie ancestraux. Ailleurs la quantité d'aliments disponible par habitant atteint ou dépasse généralement le seuil fixée par la FAO (2500 kilocalories par jour).
À titre d'exemple : en 2007 la sous-nutrition restait un grave problème de santé publique dans le monde ; « sur 6,5 milliards d'habitants que compte la Terre, 2 milliards sont mal nourris et 854 millions sont "affamés", disposant de moins de 2 200 calories par jour » même si (en 2011) les spécialistes estiment qu'une agriculture mondiale optimisée pourrait probablement nourrir 12 milliards d'humains, si la ressource alimentaire était mieux partagée.
La sous-nutrition est souvent due à une pénurie alimentaire pouvant être causée par :
- une instabilité politique ou un conflit armé (ex : Darfour...) ;
- une catastrophe naturelle (ex : sécheresses en Mauritanie, inondations en Inde).

La pénurie alimentaire entraîne une hausse rapide et importante des prix des denrées alimentaires, privant les plus pauvres de nourriture. L'Afrique, l'Asie du Sud-Est et le Moyen-Orient sont les régions les plus concernées.
L'immangeable change d'un pays à l'autre parce que l'image du comestible est aussi une affaire culturelle.
- Amélioration qualitative :

L'alimentation des sociétés rurales traditionnelles était souvent fondée sur deux aliments principaux : une céréale (ex riz, maïs, blé) et une légumineuse (haricot, lentille…), ce qui impliquait une certaine monotonie dans les repas, et une vulnérabilité à l'aléa climatique. La plupart des pays connaissent ou ont connu ou subi une « transition alimentaire » caractérisée par une progression des légumes, des laitages et de la viande et de produits industriels préparés (d'origine souvent moins locale) dans le régime alimentaire ; et par des aliments mieux conservés (conserve, réfrigération…) mais relevant aussi parfois de la malbouffe ou porteurs de nouveaux risques pour la santé.

## Effets pervers du système alimentaire mondialisé sur l'alimentation
Depuis les années 1970, les accords commerciaux internationaux ou multilatéraux (ex : TPP ou Accord de partenariat transpacifique NAFTA,... ) se sont multipliés, en bouleversant les économies agricoles et alimentaires du monde, non sans effets négatifs avérés ou potentiels sur la santé comme l'ont montré de nombreuses études publiées au début des années 2000,,,,,,,,,,,,,. Ces accords sont juridiquement contraignants, y compris pour les États,,.

Visant à libéraliser et mondialiser le commerce et les investissements (dont en agribusiness), ces accords surdéterminent, et de plus en plus, les « choix » et les fonctionnements des systèmes alimentaires locaux et nationaux, et ils peuvent directement ou indirectement affecter la qualité des systèmes alimentaires et la santé des consommateurs. Ils permettent aux tribunaux de l'OMC d'interdire aux gouvernements d'agir sur le système alimentaire de leur pays (par exemple pour améliorer la nutrition et/ou atténuer le changement climatique),. 
Les traités commerciaux influent sur les grandes stratégies alimentaires par exemple :
1. en supprimant les barrières commerciales pour de nombreux produits agricoles ou divers additifs industriels alimentaires ;
2. en modifiant ou figeant les politiques réglementaires et les révisions de systèmes de soutien ou subventions à l'agriculture ;
3. en empêchant la cohérence entre des intérêts commerciaux et l'intérêt public ou général[62] (incluant la santé publique[63],[64],[65],[66],[67],[68]) quand il s'agit de la nutrition et du changement climatique (qui peut gravement affecter la production alimentaire et donc secondairement la santé publique[69]) ;
4. en empêchant parfois les agriculteurs d'utiliser leurs semences ou autres ressources génétiques, au détriment de la biodiversité des espèces cultivées et d'élevage ;
5. en détruisant des filières alimentaires locales 
exemple 1 : des produits tels que des bas-morceaux de poulet industriel (fortement subventionné au nord), non appréciés en Europe, vendus à bas-prix en Afrique, cassent les prix et empêchent des producteurs africains de poulet de vivre de leur élevage (distorsion de concurrence ou concurrence déloyale) ; de même pour le riz ou le bœuf), souvent au détriment aussi de la balance commerciale des pays pauvres[70] ; 
exemple 2 : les régions ou pays riches qui subventionnent l'industrie des agrocarburants, tels les États-Unis (10,7 à 12,9 milliards de dollars en 2008)[71] ou l'Union européenne (7,2 à 9,0 milliards de dollars en 2011)[72], ont été accusés d'avoir soutenu (par ces subventions et par une législation imposant un taux d'agrocarburant dans l'essence) des filières de biocarburants qui sans cela n'auraient pas été commercialement viables. Ce faisant, ils ont indirectement encouragé la conversion de terres agricoles et de forêts en cultures de palmiers à huile, de canne à sucre ou de colza, au détriment de la sécurité alimentaire des populations qui vivaient dans ces territoires (et ajoutaient Friel, Schram & Townsend en 2020 ; en outre « rien ne prouve que les décideurs nationaux aient pris en compte les règles de l'OMC lors de l'élaboration de ces politiques »[73]).

Au début de 2020, dans la revue Nature, des chercheurs affirment que « Les recommandations visant à lutter contre la malnutrition et le changement climatique étant non contraignantes, le commerce pourrait entraver les efforts de lutte contre la malnutrition et le changement climatique. Pour tempérer cela (selon les auteurs), il faudra une meilleure compréhension du lien complexe entre le commerce, le système alimentaire, la nutrition et le climat et un nouveau cadre réglementaire compatible avec une telle complexité, ainsi qu'un engagement stratégique des parties prenantes ».
La même année (2019), en complément de la littérature récente sur les liens entre commerce, systèmes alimentaires et malnutrition, deux rapports de recherche avaient aussi attiré l'attention :
1. un rapport de la Commission du Lancet sur la globalisation de l'obésité dans le monde[74]
2. un rapport de consensus de la Commission EAT-Lancet (Commission sur une alimentation saine à partir de systèmes alimentaires soutenables) sur la nourriture dans l'anthropocène[75]

Tous deux ont résumé la littérature mondiale disponible ; ils ont étudié comment les systèmes alimentaires contemporains induisent la malnutrition tout en aggravant le dérèglement climatique (qui a son tour induit des famines, une sous-nutrition ou une malnutrition) et chacun d'eux recommande d'agir positivement sur les systèmes et les régimes alimentaires pour les rendre « plus sains, plus durables et soutenables » en considérant le ressources alimentaires comme un bien commun à gérer. 
Selon S. Friel & al. en 2010, à condition d'être révisés, les accords commerciaux pourraient permettre trois des types de stratégie identifiés par les commissions du Lancet : supprimer les barrières commerciales pour les produits agricoles des pays à revenu faible ou intermédiaire (PRITI); protéger l'espace politique réglementaire ; et réviser les conditions d'éligibilité aux subventions. Sinon ils risquent au contraire de renforcer la malnutrition.

## Enjeux écologiques et de durabilité
L'agriculture, l'élevage, la pêche et la chasse cumulent leurs effets et ont conduit à une déforestation et à une eutrophisation de nombreux milieux, ainsi qu'à une surexploitation des ressources planétaires, causant la disparition de nombreuses espèces. Le système de production alimentaire, en dégradant les puits de carbone et en contribuant à l'émission de plusieurs gaz à effet de serre, est aussi devenu une cause majeure du changement climatique,, et en retour le climat rend ce système plus vulnérable,. Il est cause de changement dans l'occupation et l'utilisation des sols (au détriment de la biodiversité et des écosystèmes marins), d'épuisement de ressources (en phosphore, et en eau douce notamment) et de pollution des écosystèmes aquatiques et terrestres (par des apports excessifs d'azote, de phosphore et de pesticides). Un enjeu est de réussir à produire plus en polluant moins et en cessant de surexploiter les ressources naturelles pas, peu, difficilement, lentement ou couteusement renouvelables.
Selon un Atelier de réflexion prospective Inra-Cirad DuALIne pour une alimentation durable(ALID), les enjeux d'une alimentation saine et suffisante sont de santé publique, de survie pour l'humanité, et de moindre impact écologique (durabilité) pour la planète. Les différents « types de mangeurs » ont des impacts très différents selon les quantités et qualité d'aliments consommés, et parfois gaspillés, et selon la manière dont ils ont été produits ; l'agriculture est vulnérable au changement climatique, à la surexploitation des ressources et de plus en plus en concurrence avec d'autres usages des sols (urbanisme pour répondre à une démographie rapidement croissante dans le monde, foresterie, agrocarburants, zones d'activité, réseaux routiers…), notamment dans les pays développés et en développement.
- En 2009-2010, une étude Inra-Cirad a fait un bilan des connaissances « sur les impacts de l'alimentation sur l’environnement, la santé, l’économie et la société, dans un contexte de changements globaux ». Les résultats en ont été présentés et débattus lors d'un colloque (mars 2011) visant aussi à repérer les besoins de recherche nouveaux[90].
- En 2011, l'Agence nationale de la recherche a en France lancé un appel à projets « Systèmes Alimentaires Durables » (ALID)[91].
- En 2018, une étude prospective a conclu que de 2010 à 2050 la croissance attendue de la population et du niveau de vie moyen devraient aggraver de 50 à 90 % les effets environnementaux du système alimentaire[92]. Sans changements agrotechnologiques et sans mesures d'atténuation spécifiques (éviter-réduire-compenser), ces effets pourraient dépasser ceux que les écosystèmes terrestres peuvent supporter[92],[93]. Parmi les options possibles pour limiter ces effets figurent des changements alimentaires (manger plus sain[94],[95] et plus végétarien)[96] et des améliorations techniques et de gestion (pour limiter les pertes et moins gaspiller[97],[98]). Aucune de ces mesures ne suffirait à elle seule; une combinaison synergique de ces mesures est nécessaire[99],[92].

L'Organisation des Nations unies pour l'alimentation et l'agriculture (FAO) avertit en 2019 que l’avenir de l'alimentation humaine est « gravement menacé » par le fort déclin de la biodiversité dans le monde.
Pour pallier les différents enjeux, selon l'approche participative, il est souhaitable de mettre l'accent sur la contribution locale des pays en voie de développement. En effet, ces pays pourraient s'inspirer de leurs écosystèmes pour lutter contre l'insécurité alimentaire et afin de trouver des aliments en quantité et en qualité en tenant compte des besoins alimentaires du nombre d'habitants sur leurs territoires.

## Approche culturelle

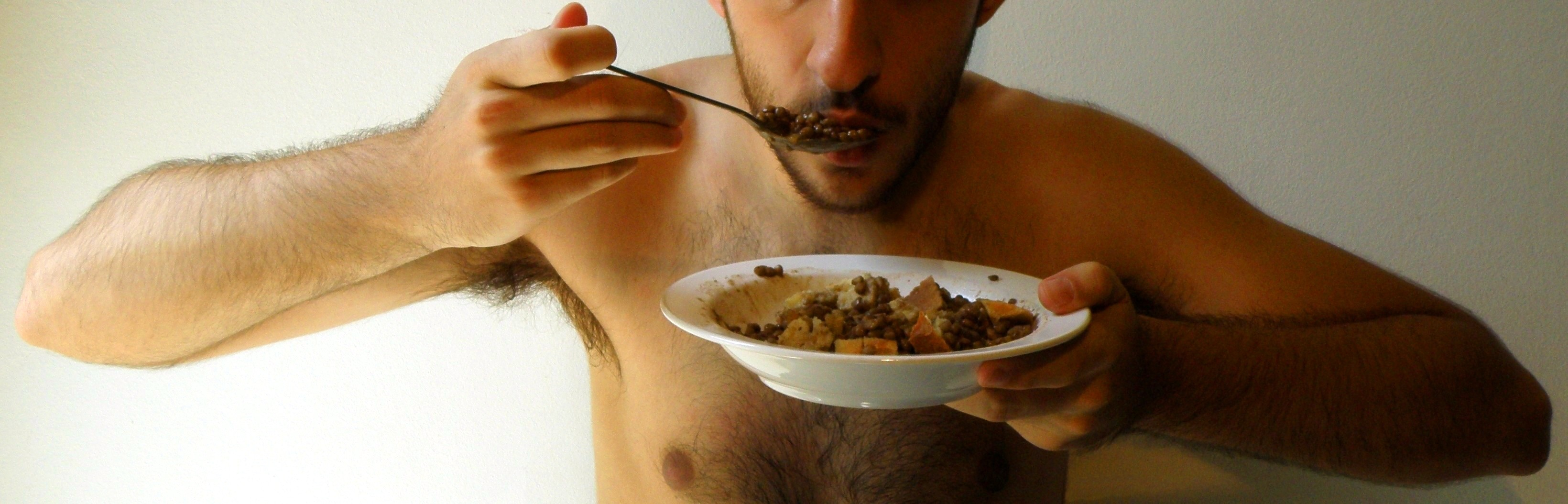
Homme mangeant des lentilles accompagnées de pain

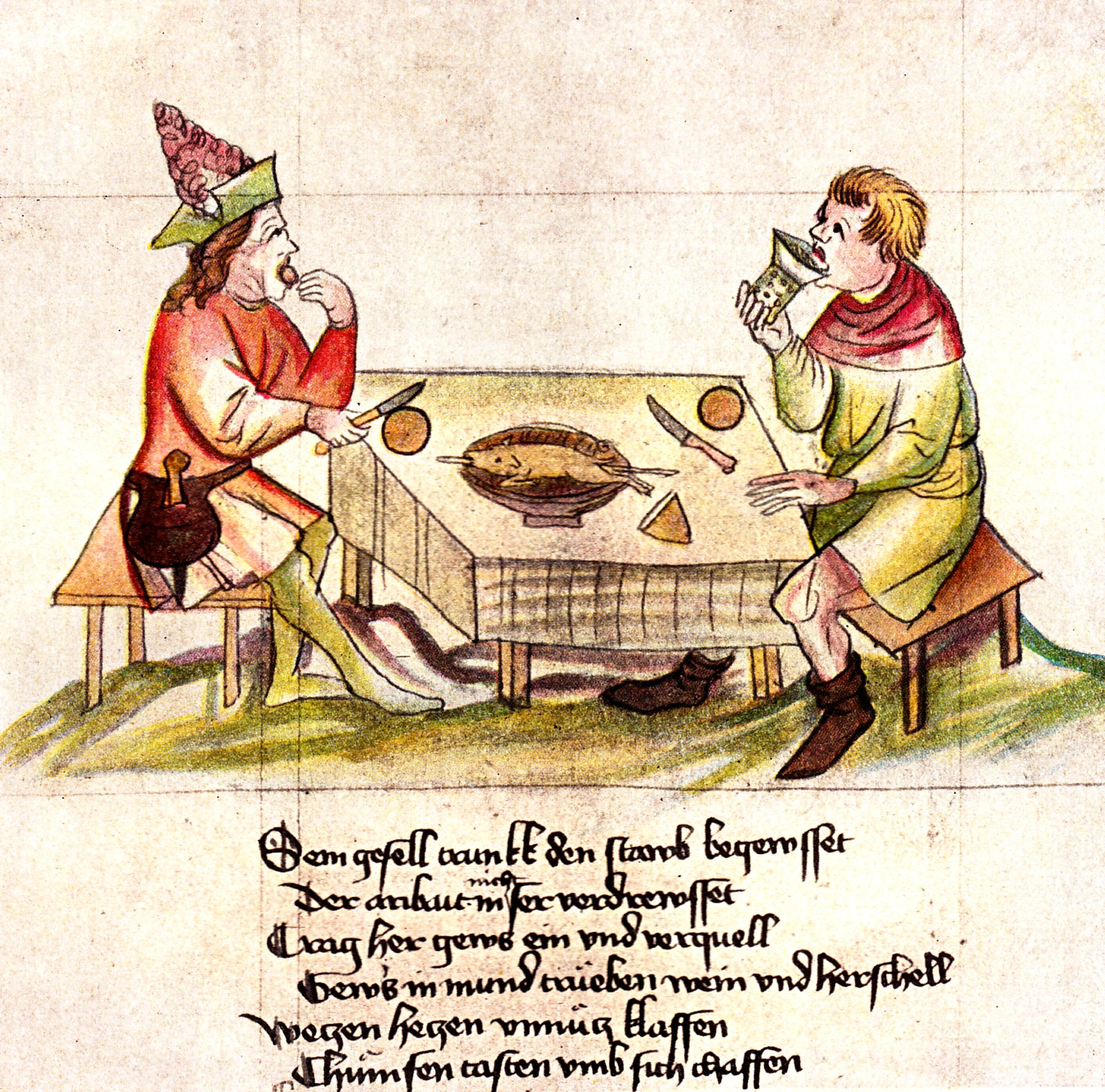
Deux commensaux allemands, fin - début

L'anthropologie de l'alimentation est une science qui permet d'étudier les évolutions bioculturelles dans les sociétés concernant les pratiques alimentaires et les représentations alimentaires.
L'alimentation est, avec peut-être la reproduction, l'une des seules activités physiologiques de base à avoir autant stimulé les diverses cultures humaines. L'être humain a ainsi inventé une pratique spécifique pour agrémenter au mieux les aliments : la cuisine. Il a aussi cherché à rationaliser sa pratique, créant la diététique pour répondre au mieux à ses besoins nutritionnels.
L'approche culturelle de l'alimentation a été mise en évidence par des socio-anthropologues lors du siècle dernier[Quand ?]. En ce sens, l'homme ne mange pas que des aliments mais aussi des symboles, de l'imaginaire. Le principe d'incorporation consiste en l'appropriation des qualités des aliments par le mangeur. L'action d’incorporer donne par conséquent au mangeur les attributs de l'aliment ingéré. Selon les lieux géographiques, le biotope et la culture de chaque société, l'aliment est chargé de valeurs, de sens et le principe d'incorporation prend toute sa validité théorique. Les Massaï, par exemple, ne mangent pas le tangue car lorsqu'il est attaqué, il prend une posture de défense et se replie sur lui-même ; ce comportement est jugé « lâche » par les Massaï et ils ne le consomment pas pour ne pas prendre ses attributs lors de l'incorporation[réf. nécessaire].
L'homme ne consomme donc pas arbitrairement des aliments et chaque culture possède des codes alimentaires. L'homme mange donc par l'intermédiaire de règles et de prescriptions culturelles. Selon Jean-Pierre Poulain, les cultures qui se trouvent dans le même biotope auront tendance à se différencier entre elles en choisissant leur ordre du mangeable respectif[réf. nécessaire]. De nouvelles perspectives de recherches ont été ouvertes en France notamment quand l'aliment est édifié en symbole par ceux qui le produisent et le consomment quotidiennement, à partir de cette étude les concepts de conversion éthique et d'aliment durable en découleront.

### Pratiques alimentaires
Les pratiques alimentaires chez les primates dont l'homme se distribuent sur un continuum reliant deux grands modes de consommation mis en évidence par le psychoclinicien Rudolf Bilz : « le commensalisme alimentaire se caractérise par un système de prises alimentaires centré sur des repas structurés pris en commun deux à trois fois par jour, selon des formes fortement ritualisées. Il correspondrait à des biotopes dans lesquels l’aliment est rare et serait associé à des organisations sociales très codifiées, tant dans les opérations de conquête alimentaire (chasse, production agricole) que dans les préparations culinaires et de consommation... Le vagabondage alimentaire se caractérise par une prise alimentaire plus fractionnée, pouvant aussi comprendre des repas conviviaux structurés mais, et surtout, des prises alimentaires plus ou moins individualisées, tout au long de la journée. Il correspondrait, quant à lui, à des biotopes dans lesquels l’aliment est abondant et à des structures sociales plus lâches, plus détendues, laissant plus de place aux valeurs de l’individu ».
La révolution industrielle qui s'accompagne d'un puissant mouvement d'exode rural et d'urbanisation est marquée par cinq ruptures majeures avec la période agrairenne et rurale, notamment la rupture avec le mode de consommation alimentaire : dans les sociétés occidentales, la demande alimentaire, bridée jusqu'au XIXe siècle par la rareté des ressources et l'autoconsommation, se massifie et s'uniformise dans un contexte de développement du complexe agroindustriel. L'uniformisation des mœurs alimentaires et la mondialisation des goûts n'éliminent pas cependant tous les particularismes régionaux et nationaux. Poulain et Tibère postulent « que la mondialisation des marchés génère un triple mouvement : disparition de certains particularismes, émergence de nouvelles formes alimentaires résultant de processus de métissage et diffusion à l’échelle transculturelle de certains produits et pratiques alimentaires créant ainsi un espace alimentaire transculturel ».
L'être humain a développé, selon les cultures, de nombreux tabous alimentaires. Pourtant, hormis des pratiques comme la coprophagie qui ont un impact direct sur la santé, aucun d'entre eux ne semble universel. Même le cannibalisme a ainsi été ritualisé dans certaines sociétés.
Les pratiques alimentaires consistent généralement à respecter un ensemble de prescriptions plus ou moins strictes, pour des motivations liées à la santé, l'esthétique ou l'éthique.
Le rapport à la pratique alimentaire comprend une part de plaisir (gourmandise…) et une part d'inquiétude ou de précaution (crainte de manquer de nourriture, peur de l'intoxication ou d'un goût déplaisant), qui combinées sont à l'origine de nombreuses formes de répertoires du mangeable/non mangeable, de recettes de cuisines, de principes diététiques.
Quand ces pratiques deviennent pathologiques, on parle de troubles des conduites alimentaire. Ce sont par exemple l'anorexie, la boulimie ou la compulsion alimentaire. Ils peuvent être extrêmement invalidants, voire mortels.

### Observation des pratiques alimentaires
Elle peut se faire par l'analyse des ventes d'aliments. Elle doit être complétée par des enquêtes régulièrement mises à jour pour les données portant sur les manières de cuisiner et de manger, les apports provenant de la chasse, cueillette, jardinage, pêche... ou l'exposition à certains toxiques (radionucléides, métaux lourds, perturbateurs endocriniens, pesticides, mycotoxines, prion pathogène, phytoestrogènes…). Diverses études et suivis de panels de population permettent de mettre à jour les données sur l'alimentation totale et l'exposition à certains microbes (bactéries, virus).
Il existe en France un Observatoire de l'alimentation, régi par le code rural et de la pêche maritime. Des études de l'InVS, l'ANSES, etc. complètent son travail, intégrant par exemple l'exposition aux produits chimiques et à certains polluants persistants, les pesticides, etc.

### Repas

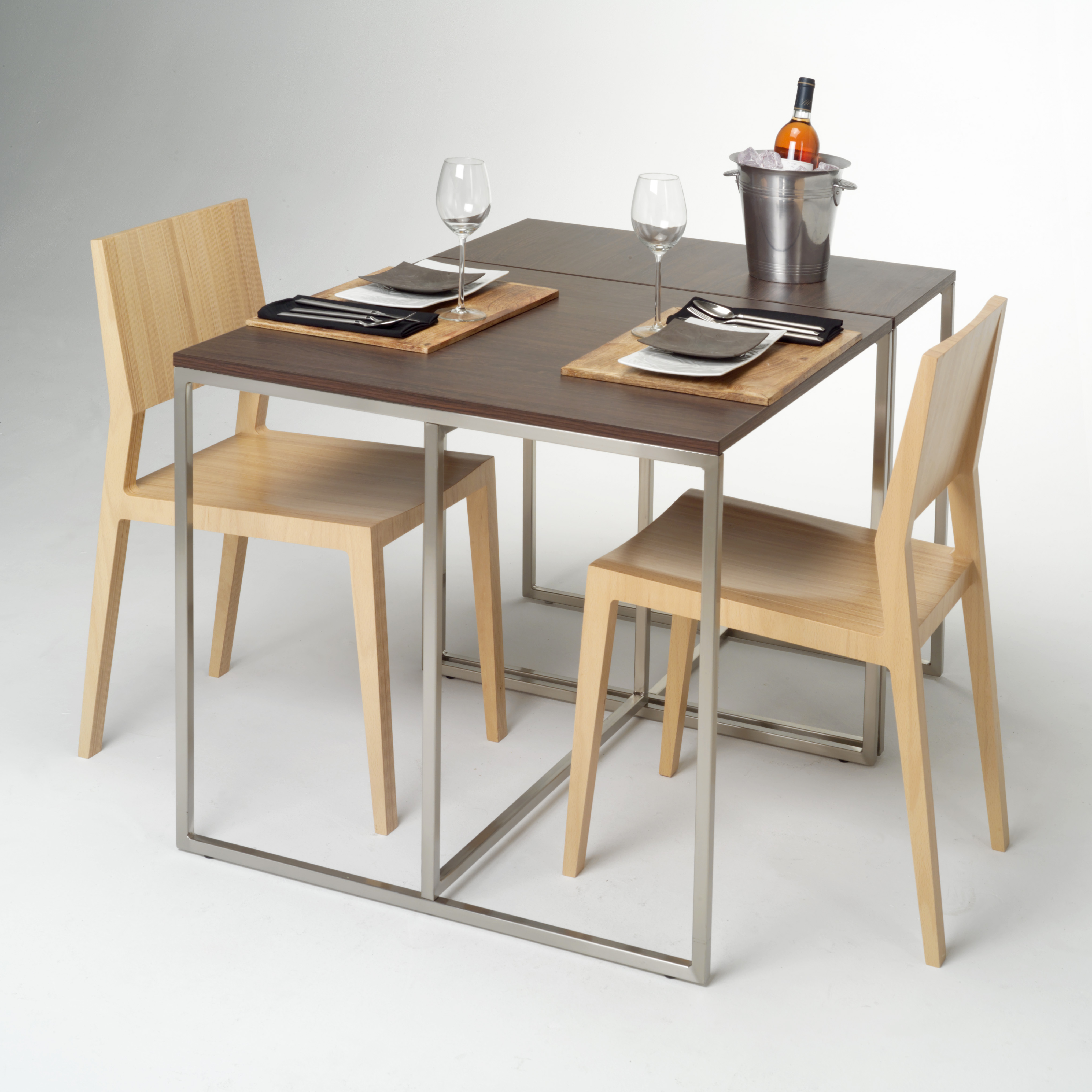
Dans les pays occidentaux, le repas est généralement pris à table assis sur une chaise.

Les repas sont des moments consacrés à l'alimentation.
Ils sont pris en privé ou en public. En occident, ils sont pris dans des pièces conçues pour les repas, en particulier la salle à manger ou la salle de restaurant. La grande majorité des cultures distingue plusieurs types de repas selon le moment de la journée et la quantité de nourriture servie.
Certains repas particuliers correspondent à des moments de convivialité intenses, tels que les anniversaires. D'un point de vue sociologique et anthropologique, les repas ne sont pas conçus comme des simples moyens de se rassasier, mais comme des manières de produire et entretenir du lien social. En témoigne la forte charge symbolique sociale, culturelle et/ou religieuse que contiennent nos aliments dans les représentations humaines,.

## Industrie agroalimentaire, économie et politique

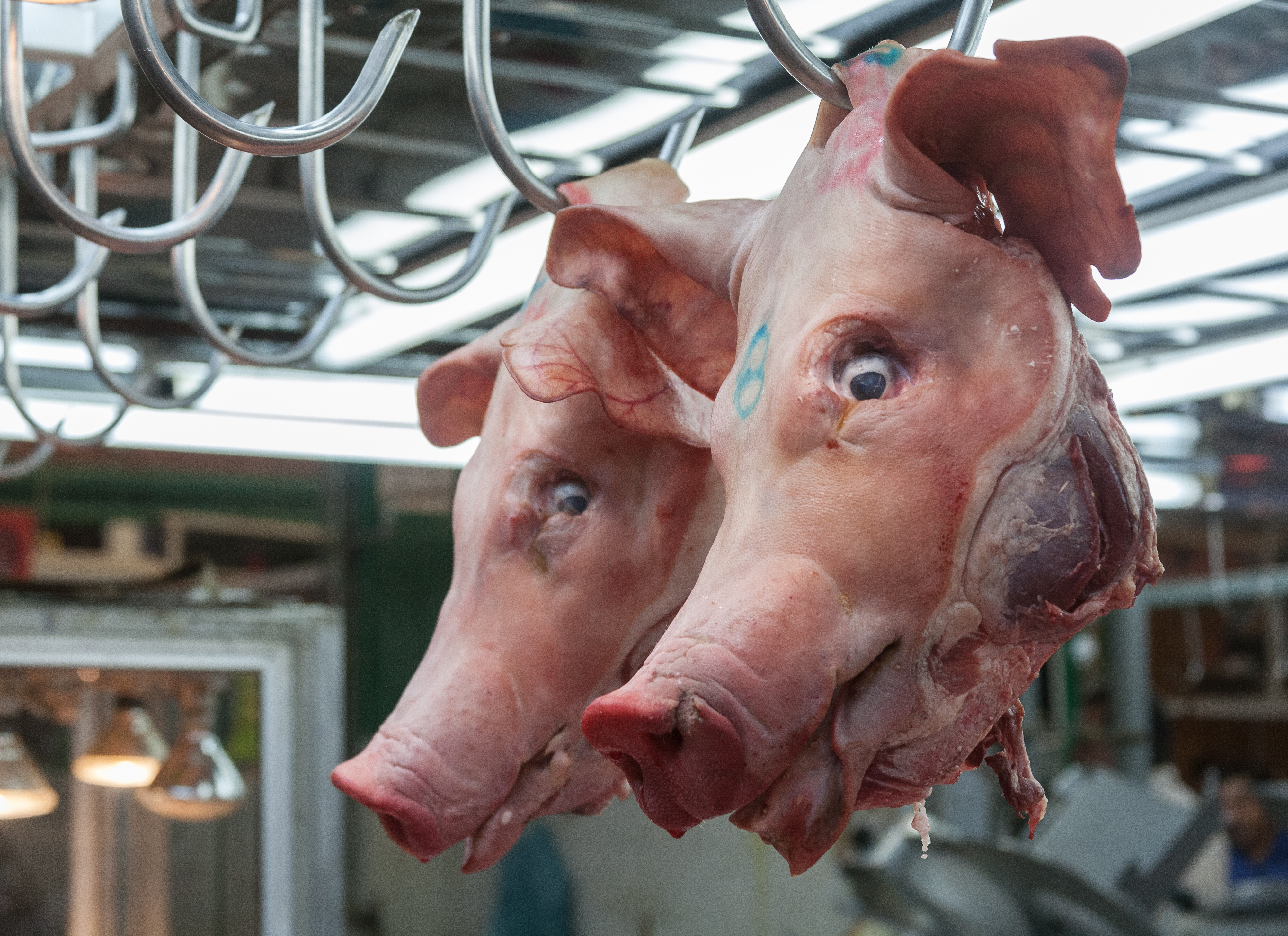
Têtes de cochons dans un marché. Septembre 2011.

L'industrie agroalimentaire est une composante prédominante de l'économie internationale. Elle est source d'une consommation importantes de pétrole (transport, tracteurs, frigos, cuisson, etc.) et d'intrants chimiques (engrais, pesticides, additifs…). Elle est aussi responsable de l'amont (élevage, engrais) à l'aval (déchets) d'émissions importantes de gaz à effet de serre. Le bilan carbone de la filière devient un enjeu important,.

### Sécurité alimentaire
La sécurité alimentaire est un enjeu important pour de nombreux pays. Elle comprend une dimension quantitative, avec pour enjeu de prévenir les famines, et un volet qualitatif, relatif à l'hygiène des aliments, afin de lutter contre le risque d'intoxication alimentaire.